# پارک چو-یونگ
پارک چو-یونگ (انگلیسی: Park Chu-Young؛ زاده ۱۰ ژوئیهٔ ۱۹۸۵) یک بازیکن فوتبال اهل کره جنوبی است. وی عضو باشگاه فوتبال اولسان اچ‌دی کره جنوبی است.
وی همچنین در تیم‌های ملی فوتبال کره جنوبی بازی کرده‌است.